# Sergio Bianchetto
Sergio Bianchetto (Torre di Ponte Brenta, 16 de febrero de 1939) es un deportista italiano que compitió en ciclismo en la modalidad de pista, especialista en las pruebas de velocidad y tándem.
Participó en dos Juegos Olímpicos de Verano, obteniendo en total tres medallas, oro en Roma 1960, en la carrera de tándem (junto con Giuseppe Beghetto), y en Tokio 1964 oro en tándem (con Angelo Damiano) y plata en velocidad individual.
Ganó cuatro medallas en el Campeonato Mundial de Ciclismo en Pista entre los años 1961 y 1964.

## Medallero internacional
| Juegos Olímpicos   | Juegos Olímpicos  | Juegos Olímpicos  | Juegos Olímpicos         |
| Año                | Lugar             | Medalla           | Competición              |
| ------------------ | ----------------- | ----------------- | ------------------------ |
| 1960               | Roma (Italia)     | Medalla de oro    | Tándem                   |
| 1964               | Tokio (Japón)     | Medalla de oro    | Tándem                   |
| 1964               | Tokio (Japón)     | Medalla de plata  | Velocidad individual     |
| Campeonato Mundial |                   |                   |                          |
| Año                | Lugar             | Medalla           | Competición              |
| 1961               | Zúrich (Suiza)    | Medalla de oro    | Velocidad individual (A) |
| 1962               | Milán (Italia)    | Medalla de oro    | Velocidad individual (A) |
| 1963               | Rocourt (Bélgica) | Medalla de plata  | Velocidad individual (A) |
| 1964               | París (Francia)   | Medalla de bronce | Velocidad individual (A) |

## Palmarés
- 1958
  - Campeón de Italia de tándem amateur (con Sante Gaiardoni)
- 1960
  - Medalla de oro a los Juegos Olímpicos de Roma en tándem
- 1961
  - Campeón del mundo de velocidad amateur 
  - Campeón de Italia de tándem amateur (con Giuseppe Beghetto) 
  - 1.º en el Gran Premio de Copenhague en velocidad amateur
- 1962
  - Campeón del mundo de velocidad amateur 
  - Campeón de Italia de tándem amateur (con Giuseppe Beghetto) 
  - 1.º en el Gran Premio de Copenhague en velocidad amateur
- 1963
  - Campeón de Italia de velocidad amateur 
  - Campeón de Italia de km contrarreloj amateur 
  - Campeón de Italia de tándem amateur (con Angelo Damiano)
- 1964
  - Medalla de oro a los Juegos Olímpicos de Toquio en tándem 
  - Medalla de plata a los Juegos Olímpicos de Toquio en velocidad individual
- 1966
  - Campeón de Italia de velocidad